# Taïs Reganelli
Taïs Torres Reganelli (Berna, 21 de novembro de 1978)  é cantora, compositora e instrumentista brasileira, e seu trabalho tem influências de MPB, Samba, World Music e Jazz.

## Carreira
Taïs Reganelli iniciou sua carreira artística aos 9 anos de idade ao lado do irmão Henrique Torres, violonista e compositor, com quem formou um duo, Taïs e Henrique, por mais de 20 anos. No Brasil desde 1988, gravou quatro discos autorais, além de diversas participações em discos de outros artistas. 
Gravou dois discos em parceria com Henrique Torres, “Talvez até pensando bem” (1999) e “MPB e companhias” (2002), com tiragens esgotadas.
Em 2009 lançou seu primeiro disco em carreira solo, "Antes que a canção acabe", com as participações de Dante Ozzetti e Laércio de Freitas; e mais tarde, em 2011, lançou "Leve". Com este disco foi indicada ao 23º Prêmio da Música Brasileira em 2012 nas categorias Revelação, Melhor Cantora e Melhor Álbum, e venceu o Festival Nacional de Música (Arpub) em 2012, tendo a faixa "Sombra Minha", em parceria com Fernanda Dias e Suzana Thomaz, tocada em todas as rádios públicas do Brasil.
Em 2015 inicia uma nova etapa em sua carreira, dedicando-se ao público infantil com uma longa turnê do show “Todo mundo foi neném” por diversas cidades do Estado de São Paulo . Deste show nasceu “Difácil”, um disco autoral infantil que também foi indicado ao 26º Prêmio da Música Brasileira na categoria Melhor Álbum Infantil, em 2016.
Ao longo de sua carreira, foi premiada em diversos festivais brasileiros e abriu shows de Toquinho, Maria Gadu, Leila Pinheiro, Chico Anysio, Toninho Horta, Ivan Lins e Daniela Mercury. Em 2011 foi entrevistada por Jô Soares no Programa do Jô, da Rede Globo.
Viajou o país em Circuitos Culturais, SESCs, SESIs, tocando em mais de 150 cidades entre o Sul e o Sudeste do Brasil. Fez turnês em diversos países da América e da Europa, passando por Nicarágua, Chile, França, Espanha, Bélgica, Holanda, Itália e Portugal.
Em 2017 mudou-se para Lisboa e em 2019, inscreveu-se na cadeira “Como escrever canções”, curso ministrado por Adriana Calcanhotto na Universidade de Coimbra, em seguida inicia uma pós-graduação em Artes da Escrita, na Nova Universidade de Lisboa e tem Rui Cardoso Martins e Gonçalo Tavares como professores.
Em 2020 concluiu um workshop sobre composição com a compositora vencedora do Eurovision 2017, Luísa Sobral.
Ainda em 2020 lança a canção Como um Último Beijo e chega a mais de 300k em streamings.
Em 2021 lança Medo que conta com a participação especial de Pedro Luís.
Em dezembro de 2022 ganha o Festival da Canção dos 100 anos da Rádio Mec com esta mesma canção.
Em janeiro de 2023 é finalista do Prêmio da Música 2022 na categoria videoclipe, com Medo.
Atualmente cursa o renomado curso de jazz do HotClube, em Lisboa.

## Discografia

### Singles
- Vem (além de toda solidão) de Pedro Ayres Magalhães, Gabriel Gomes e Rodrigo Leão (os Madredeus): single e videoclipe, 2019[12]
- Tanto mar, de Chico Buarque: single e videoclipe, 2019[13]
- Como um último beijo (Taïs Reganelli e Nuria Mallena): single e videoclipe, 2020[9]
- Medo (Taïs Reganelli) feat. Pedro Luís single e videoclipe, 2021[10]

### Álbuns Autorais
- | 2014 : Difácil (canções para crianças serelepes) Difácil (Nando Freitas) Conto de Fadas (Nando Freitas) Só eu sou Eu (Marcelo Jeneci e Arthur Rosenblat Nestrovski) La Valse des Nouveaux-nés (Paulo Bottas) Mosca (Nando Freitas) - participação especial: Paulinho Moska Um Tiquim (Nando Freitas) Todo não Saber do Sim (João Leopoldo) O Circo (Nando Freitas) Nino (Nando Freitas, Suzana Thomaz e Taïs Reganelli) Passatempo (Edu Capello e Márcio Pazim) Difácil (Bônus playback) (Nando Freitas) |

- | 2011 : Leve Frases (Nando Freitas) Deixa estar (Fernanda Dias e Taïs Reganelli) Recuerdos del escenario (Enrique Amigó) Por um triz (Fernando Siqueira e Taïs Reganelli) Sombra minha (Fernanda Dias, Suzana Thomaz e Taïs Reganelli) Perda e rumo (Alexandre Lemos e Fred Martins) Uma flor (Nando Freitas) participação especial: Diego Moraes Aurora (Celina Riguetti e Henrique Torres, inspirado na Morte do Leiteiro de Carlos Drummond de Andrade ) Leve (Nando Freitas) Somos nós (Daniel Chaudon, Fernanda Dias e Tatiana Rocha) |

- | 2009 : Antes que a canção acabe Agora Jaz (Zé Siqueira) Antes que o verão acabe (Nando Freitas) Uma canção só (pra você) (Nando Freitas) participação especial: Diego Moraes Valsa dois copos (Nando Freitas) Ambíguo (Nando Freitas e Taïs Reganelli) participação especial: Dante Ozzetti Parangolé do samba (Fábio Sampaio, Rodrigo Sencial e Silo Sotil) Quando (Nando Freitas e Taïs Reganelli) Busca (Fernanda Dias e Taïs Reganelli) Um dia (Fausto Nascimento, Fernanda Dias e Taïs Reganelli) Gamin (Nando Freitas e Taïs Reganelli – versão de Guilherme Carvalho) Dueto do encontro (Nando Freitas) participação especial: Daniel Chaudon e Laercio de Freitas Noites em Sevilha (Nando Freitas) |

- | 2003 : MPB e companhias (segunda tiragem) Entrevista (com Wilson Roberto Reganelli) Estranho (Ewaldo Cunha e Henrique Torres) Frère Jacques (domínio público) Danilo (Gabriela Kimura) Restos de lá (Henrique Torres) Pequena marcha para um grande amor (Juca Chaves) Chuva (Nando Freitas) participação especial: Nando Freitas Corrente (Nando Freitas e Henrique Torres) Bom dia (Nando Freitas e Taïs Reganelli) Boca (Nando Freitas e Henrique Torres) Geneci (Henrique Torres) Menino (Nando Freitas e Taïs Reganelli) Meu sal (Nando Freitas) participação especial: Bebeto von Buettner Canção só pra mim (Henrique Torres e Taïs Reganelli) Marionettes (domínio público) Sonho bom (ao vivo) (Nando Freitas) Bom dia (ao vivo) (Nando Freitas e Taïs Reganelli) Menino (ao vivo) (Nando Freitas e Taïs Reganelli) |

- | 2002 : MPB e companhias Danilo (Gabriela Kimura) Estranho (Ewaldo Cunha e Henrique Torres) Violino (Nilson Ribeiro e Taïs Reganelli) Restos de Lá (Henrique Torres) Sonho bom (Nando Freitas) Pequena marcha para um grande amor (Juca Chaves) Chuva (Nando Freitas) Corrente (Nando Freitas e Henrique Torres) Bom dia (Nando Freitas e Taïs Reganelli) Boca (Nando Freitas e Henrique Torres) Menino (Nando Freitas e Taïs Reganelli) Meu sal (Nando Freitas) Canção só pra mim (Henrique Torres e Taïs Reganelli) |

### Participações
- Fabio Bergamini, Nandri - faixa "Nandri" (2022)
- Dany Lopez, Limbo - faixa "Closet" (2021)
- Bemquerê, single - "Samba pro Messias" (2021)
- Angudadá, single - "Alma irmã" (2021)
- Soll, Aqui dentro - faixa "À beira d'água" (2021)
- Gustavo Roriz, Sem fronteiras - faixa "Tânia de Évora" (2016)
- Nilson Ribeiro, Tudo assim como está - faixa "Sépia" (2013)
- Doca Furtado, Cigano ou Monge - faixa "Cheiro Doce" (2012)
- Casa Caiada, Grupo Casa Caiada - faixa "Lume" (2011)
- Diego Moraes, Meus ídolos (CD e DVD) - faixa "Uma canção só (pra você)" (2010)
- Canções infantis de João Paulo Maradei, Pássaro tão diferente - faixas "Bicho Papão", "Papageno" e "Gaivota" (2007)
- Gustavo Souza, Infinito caminho - faixa "É possível" (2007)
- Cia do Latão, Canções de cena nº 2 - faixa "As coisas deveriam morrer" (2007)
- Roberto Bach, Pequeno Concerto Campestre/Um outro lado da primavera - faixa "Pequeno Concerto Campestre nº 2" (2006)
- Tatiana Rocha, Cantanças - faixa "A Sementinha" (2005)
- Nilson Ribeiro, Alma de papel - faixa "Violino" (2004)
- Nando Freitas, Sem entrelinhas - faixas "Valsa dois copos", "Uma flor" e "Nobre Dama" (2002)

## Prêmios
| Ano  | Evento                                       | Música/Álbum/Clipe                                    | Resultado                     |
| ---- | -------------------------------------------- | ----------------------------------------------------- | ----------------------------- |
| 2009 | Festival de MPB de Mogi Guaçu                | Ambíguo                                               | 3º lugar                      |
| 2009 | FENAC Etapa Varginha                         | Noites em Sevilha                                     | Vencedora                     |
| 2009 | CantaEncanto Festival de Jundiaí             | Uma canção só (pra você)                              | 2º lugar e melhor letra       |
| 2009 | FEMUP - Paranavaí                            | Uma canção só (pra você)                              | Indicada                      |
| 2010 | 12º Festival da Canção de Andradas           | Uma canção só (pra você)                              | Vencedora e aclamação popular |
| 2010 | Prêmio Sorocaba de Música                    | Uma flor                                              | Vencedora e melhor letra      |
| 2010 | 6º Festival de MPB de Rio Claro              | Uma flor                                              | 2º lugar                      |
| 2012 | 3º Festival de Música da ARPUB               | Sombra Minha                                          | Vencedora                     |
| 2012 | 23º Prêmio da Música Brasileira              | "Melhor álbum", "Revelação" e "Melhor cantora" - Leve | Indicada                      |
| 2013 | 4º Fest Clipe                                | Clipe de "Sombra Minha"                               | Indicada                      |
| 2013 | Festival de Clipes e Bandas                  | Clipe de "Sombra Minha"                               | Indicada                      |
| 2015 | 26º Prêmio da Música Brasileira              | "Melhor álbum infantil" - Difácil                     | Indicada                      |
| 2015 | III Festcine                                 | Clipes de "Sombra Minha" e "Conto de Fadas"           | Indicada                      |
| 2015 | 6º Curta Amazônia Mundi                      | Clipes de "Sombra Minha" e "Conto de Fadas"           | Indicada                      |
| 2021 | BDO Live Festival, Orlando/Lisboa            | Simon                                                 | Indicada                      |
| 2021 | Festival Rádio Mec Categoria Infantil        | Nino                                                  | Finalista                     |
| 2021 | Lift-Off Global Network, UK                  | Clipe de "Medo"                                       | Indicada                      |
| 2021 | IMVA 2021, Budapest                          | Como um Último Beijo                                  | Indicada                      |
| 2021 | Kultura Con, Angola/África                   | Como um Último Beijo                                  | Indicada                      |
| 2022 | Kosice International Film Festival           | Clipe de "Medo"                                       | Indicada                      |
| 2022 | Slovakia 180´ Berlin Filmfest                | Clipe de "Medo"                                       | Indicada                      |
| 2022 | Paradise Film Festival                       | Clipe de "Medo"                                       | Indicada                      |
| 2022 | Budapest NaNo Film Festival                  | Clipe de "Medo"                                       | Indicada                      |
| 2022 | Napoli The Paus Premieres Festival Online    | Clipe de "Medo"                                       | Indicada                      |
| 2022 | Kosice International Film Festival, Slovakia | Clipe de "Medo"                                       | Indicada                      |
| 2022 | Prêmio da Música                             | Clipe de "Medo"                                       | Finalista                     |
| 2022 | Festival 100 anos da Rádio Mec 2022 Brasil   | Medo                                                  | Vencedora                     |

## Vida pessoal
Filha de pais brasileiros, Taïs Reganelli nasceu na Suíça por causa da situação política do Brasil, decorrente da ditadura militar. Seu pai, o jornalista Wilson Roberto Reganelli, era colega de trabalho de Vladimir Herzog, e acabou decidindo aceitar um convite para trabalhar na Rádio Suíça Internacional (RSI) em Berna após ter se espalhado a falsa notícia de que Herzog teria se suicidado na prisão , em 1975. Na época, seu irmão mais velho e parceiro musical, Henrique Torres, tinha apenas alguns meses de vida. 
A família viveu na Suíça por 12 anos antes de voltar definitivamente ao Brasil em 1988. Em 1999 voltou a morar na Europa, acompanhando seu irmão na Itália. De retorno ao Brasil em 2001, consolidou sua carreira na região de Campinas, São Paulo, onde tem um público cativo, e onde gravou seus 4 discos de carreira. Em 2008 casou-se com o ator e cineasta Juliano Luccas, com quem tem um filho. Em 2017 mudou-se com a família para Lisboa, Portugal, onde vive atualmente.